# Expresszbusz-terminál állomás
Expresszbusz-terminál állomás a szöuli metró 3-as, 7-es és 9-es vonalának állomása Szöul Szocsho-ku (Seocho-gu) kerületében.

## Viszonylatok
| 3-as vonal                                        | 3-as vonal    | 3-as vonal                                                    |
| ------------------------------------------------- | ------------- | ------------------------------------------------------------- |
| Csamvon (Jamwon) Tehva (Daehwa) felé              | fő vonal      | Tanítóképző Egyetem Ogum (Ogeum) felé                         |
| 7-es vonal                                        |               |                                                               |
| Panpho (Banpo) Csangam (Jangam) felé              | fő vonal      | Nebang (Naebang) Puphjong-ku cshong (Bupyeong-gu cheong) felé |
| 9-es vonal                                        |               |                                                               |
| Sinbanpho (Sinbanpo) Kehva (Gaehwa) felé          | személyvonat  | Szaphjong (Sapyeong) Veteránkórház felé                       |
| Tongdzsak (Dongjak) Kimpho (Gimpo) repülőtér felé | expresszvonat | Sinnonhjon (Sinnonhyeon) Veteránkórház felé                   |